# Saison 2020 de l'équipe cycliste masculine Trek-Segafredo
La saison 2020 de l'équipe cycliste Trek-Segafredo est la dixième de cette équipe.

## Coureurs et encadrement technique

### Arrivées et départs
| Coureur            | Provenance                          | Durée contrat |
| ------------------ | ----------------------------------- | ------------- |
| Kenny Elissonde    | Ineos                               | 2020-2021     |
| Alexander Kamp     | Riwal Securitas                     | 2020-2021     |
| Emīls Liepiņš      | Wallonie Bruxelles                  | 2020-2021     |
| Juan Pedro López   | neo-pro (Kometa-Xstra)              | 2020-2021     |
| Antonio Nibali     | Bahrain-Merida                      | 2020-2021     |
| Vincenzo Nibali    | Bahrain-Merida                      | 2020-2021     |
| Charlie Quarterman | neo-pro (Holdsworth–Zappi)          | 2020-2021     |
| Michel Ries        | neo-pro (Kometa-Xstra)              | 2020-2021     |
| Quinn Simmons      | neo-pro (LUX-Stradling-Specialized) | 2020-2021     |
| Pieter Weening     | Roompot-Charles                     | 2020          |

| Coureur           | Nouvelle équipe          | Durée contrat |
| ----------------- | ------------------------ | ------------- |
| Fumiyuki Beppu    | Nippo Delko One Provence | 2020          |
| John Degenkolb    | Lotto-Soudal             | 2020-2021     |
| Fabio Felline     | Astana                   | 2020-2021     |
| Alex Frame        |                          |               |
| Michael Gogl      | NTT Pro Cycling          | 2020-2021     |
| Markel Irizar     | Retraite                 |               |
| Jarlinson Pantano | Retraite                 |               |
| Peter Stetina     | Retraite                 |               |

### Effectif de cette saison
| Coureur            | Date de Nais.             | Equipe en 2019     | Cont. | V |
| ------------------ | ------------------------- | ------------------ | ----- | - |
| Julien Bernard     | 17 mars 1992 (28 ans)     | Trek-Segafredo     | 2021  | 1 |
| Gianluca Brambilla | 22 août 1987 (33 ans)     | Trek-Segafredo     | 2022  | 0 |
| Giulio Ciccone     | 20 décembre 1994 (26 ans) | Trek-Segafredo     | 2021  | 1 |
| William Clarke     | 11 avril 1985 (35 ans)    | Trek-Segafredo     | 2020  | 0 |
| Nicola Conci       | 5 janvier 1997 (23 ans)   | Trek-Segafredo     | 2021  | 0 |
| Koen de Kort       | 8 septembre 1982 (38 ans) | Trek-Segafredo     | 2021  | 0 |
| Niklas Eg          | 6 janvier 1995 (25 ans)   | Trek-Segafredo     | 2021  | 0 |
| Kenny Elissonde    | 22 juillet 1991 (29 ans)  | Ineos              | 2021  | 0 |
| Alexander Kamp     | 14 décembre 1993 (27 ans) | Riwal Securitas    | 2021  | 0 |
| Alex Kirsch        | 12 juin 1992 (28 ans)     | Trek-Segafredo     | 2021  | 0 |
| Emīls Liepiņš      | 29 octobre 1992 (28 ans)  | Wallonie Bruxelles | 2021  | 0 |
| Juan Pedro López   | 31 juillet 1997 (23 ans)  | Kometa-Xstra       | 2021  | 0 |
| Bauke Mollema      | 26 novembre 1986 (34 ans) | Trek-Segafredo     | 2022  | 0 |
| Jacopo Mosca       | 29 août 1993 (27 ans)     | Trek-Segafredo     | 2022  | 0 |

| Coureur            | Date de Nais.              | Equipe en 2019            | Cont. | V |
| ------------------ | -------------------------- | ------------------------- | ----- | - |
| Matteo Moschetti   | 14 août 1996 (24 ans)      | Trek-Segafredo            | 2022  | 2 |
| Ryan Mullen        | 7 août 1994 (26 ans)       | Trek-Segafredo            | 2021  | 0 |
| Antonio Nibali     | 23 septembre 1992 (28 ans) | Bahrain-Merida            | 2021  | 0 |
| Vincenzo Nibali    | 14 novembre 1984 (36 ans)  | Bahrain-Merida            | 2021  | 0 |
| Mads Pedersen      | 18 décembre 1995 (25 ans)  | Trek-Segafredo            | 2022  | 3 |
| Richie Porte       | 30 janvier 1985 (35 ans)   | Trek-Segafredo            | 2020  | 2 |
| Charlie Quarterman | 6 septembre 1998 (22 ans)  | Holdsworth–Zappi          | 2021  | 0 |
| Kiel Reijnen       | 1er juin 1986 (34 ans)     | Trek-Segafredo            | 2021  | 0 |
| Michel Ries        | 11 mars 1998 (22 ans)      | Kometa-Xstra              | 2021  | 0 |
| Quinn Simmons      | 8 mai 2001 (19 ans)        | LUX-Stradling-Specialized | 2021  | 0 |
| Toms Skujins       | 15 juin 1991 (29 ans)      | Trek-Segafredo            | 2022  | 0 |
| Jasper Stuyven     | 17 avril 1992 (28 ans)     | Trek-Segafredo            | 2022  | 1 |
| Edward Theuns      | 30 avril 1991 (29 ans)     | Trek-Segafredo            | 2021  | 0 |
| Pieter Weening     | 5 avril 1981 (39 ans)      | Roompot-Charles           | 2020  | 0 |

## Bilan de la saison

### Victoires sur la saison
| #       | Date        | Course                                         | Catégorie       | Vainqueur        | Pays      | Lieu       |
| ------- | ----------- | ---------------------------------------------- | --------------- | ---------------- | --------- | ---------- |
| 1       | 22 janvier  | 4e étape du Tour Down Under                    | UCI World Tour  | Richie Porte     | Australie | Paracombe  |
| 2       | 25 janvier  | Tour Down Under, classement général            | UCI World Tour  | Richie Porte     | Australie |            |
| 3       | 30 janvier  | Trofeo Ses Salines-Campos-Porreres-Felanitx    | UCI Europe Tour | Matteo Moschetti | Espagne   | Felanitx   |
| 4       | 2 février   | Trofeo Playa de Palma-Palma                    | UCI Europe Tour | Matteo Moschetti | Espagne   | Palma      |
| [ N 1 ] | 16 février  | Trofeo Laigueglia                              | UCI ProSeries   | Giulio Ciccone   | Italie    | Laigueglia |
| 5       | 23 février  | 3e étape du Tour des Alpes-Maritimes et du Var | UCI Europe Tour | Julien Bernard   | France    | Mont Faron |
| 6       | 29 février  | Circuit Het Nieuwsblad                         | UCI World Tour  | Jasper Stuyven   | Belgique  | Ninove     |
| 7       | 6 août      | 3e étape du Tour de Pologne                    | UCI World Tour  | Mads Pedersen    | Pologne   | Zabrze     |
| 8       | 1er octobre | 3e étape du BinckBank Tour                     | UCI World Tour  | Mads Pedersen    | Belgique  | Aalter     |
| 9       | 11 octobre  | Gand-Wevelgem                                  | UCI World Tour  | Mads Pedersen    | Belgique  | Wevelgem   |

### Victoires sur les classements annexes
| Date       | Course                                                              | Catégorie       | Vainqueur      | Pays     |
| ---------- | ------------------------------------------------------------------- | --------------- | -------------- | -------- |
| 23 février | Tour des Alpes-Maritimes et du Var, classement du meilleur grimpeur | UCI Europe Tour | Julien Bernard | France   |
| 23 février | Tour des Alpes-Maritimes et du Var, classement par équipes          | UCI Europe Tour | [ N 2 ]        | France   |
| 4 août     | Route d'Occitanie, classement par équipes                           | UCI Europe Tour | [ N 3 ]        | France   |
| 9 août     | Tour de l'Ain, classement du meilleur grimpeur                      | UCI Europe Tour | Julien Bernard | France   |
| 3 octobre  | BinckBank Tour, classement par points                               | UCI World Tour  | Mads Pedersen  | Belgique |